# تشارلز ريجولت دي جنولي
تشارلز ريجولت دي جنولي (12 أبريل 1807 - 4 مايو 1873) هو كان ضابطا في البحرية الفرنسية. قاتل في حرب القرم وحرب الأفيون الثانية، ولكن يُذكر اليوم بشكل رئيسي لقيادته للقوات الفرنسية والإسبانية خلال المرحلة الافتتاحية لحملة كوشينتشينا (1858-1862)، التي مهدت للغزو الفرنسي لفيتنام.